# Торгівля органами
Торгівля органами —  незаконне здійснення торгівлі органами, воно включає вилучення органу або тканини людини у живих або померлих людей для трансплантації. За даними Всесвітньої організації охорони здоров’я (ВООЗ), торгівля органами - це комерційна трансплантація, яка відбувається поза національними медичними системами, та є незаконною.
Нелегальна торгівля органами спрямована на вразливе та бідне населення  в країнах із слабким або дуже слабким розвитком. Часто в цьому процесі задіяні мафіозні мережі. Нирки людини користуються найбільшим попитом, тому що вони є єдиним органом, який можна повністю пересадити з відносно невеликим ризиком. Торгівля органами становить 10% із 70 000 нирок, що пересаджуються щороку по всьому світу.
У всьому світі не вистачає органів, доступних для трансплантації, проте комерційна торгівля людськими органами є незаконною у всіх країнах, крім Ірану. Незважаючи на ці заборони, торгівля органами та трансплантаційний туризм залишаються широко поширеними (однак дані про масштаби торгівлі органами на чорному ринку важко отримати). Питання про те, чи потрібно легалізувати та регулювати торгівлю органами для боротьби з незаконним обігом та нестачею органів, широко обговорюється. Ця дискусія, як правило, зосереджується навколо питання продажу нирок живими донорами, оскільки люди народжуються з двома нирками, але для підтримання життєвоважливих функцій достатньо і однієї.

## Легальна торгівля органами

### Іран
Іран — єдина держава, яка дозволяє купувати та продавати органи за гроші. Через відсутність інфраструктури для підтримки ефективної системи трансплантації органів на початку 1980-х років, Іран легалізовано живе неспорідненим пожертвування нирок в 1988 році  Благодійна асоціація підтримки хворих на нирки та Благодійний фонд особливих захворювань контролюють торгівлю органами за підтримки уряду. Ці некомерційні організації поєднують донорів з одержувачами, проводячи тести для забезпечення сумісності. Донори отримують компенсацію податкового кредиту від уряду, безкоштовне медичне страхування та часто прямий платіж від отримувача, середньому донору платять 1200 доларів. Деяким донорам також пропонуються можливості працевлаштування. Благодійні організації підтримують реципієнтів, які не можуть дозволити собі витрати на орган.
Іран дійсно обмежує торгівлю комерційними органами, намагаючись обмежити трансплантаційний туризм. Ринок утримується всередині країни; тобто іноземцям заборонено купувати органи іранських громадян. Крім того, органи можна пересаджувати лише людям тієї ж національності - тому, наприклад, іранець не може придбати нирку у біженця з іншої країни.
Прихильники легалізованої торгівлі органами привітали іранську систему як приклад ефективної та безпечної моделі торгівлі органами..Релігійна практика в Ірані стримує культуру донорства в країні як донорство органів часто розглядається як табу. У 2017 році з можливих 8000 випадків смерті головного мозку 4000 органів були життєздатними, але лише 808 було пересаджено через відсутність згоди.
Деякі критики стверджують, що іранська система є певним чином примусовою, оскільки понад 70% донорів є бідними. Короткотермінових або довгострокових спостережень за станом здоров’я донорів органів не існує. Насправді є дані, що іранські донори мають дуже негативні результати як з точки зору здоров’я, так і емоційного добробуту.

### Ціни на органи
На легальних ринках Ірану ціна нирки коливається від 2000 до 4000 доларів. На чорному ринку та сама нирка може коштувати понад 160 000 доларів, причому більша частина доходів забирається посередниками. Вважається, що типова ціна, заплачена донорам на чорному ринку, становить близько 5000 доларів США, але деякі донори отримують лише 1000 доларів. Крім того, ці трансплантації на чорному ринку часто небезпечні як для донора, так і для реципієнта, оскільки деякі з них заражаються гепатитом або ВІЛ.

### Державна компенсація донорам
Нещодавно Австралія та Сінгапур узаконили грошову компенсацію для живих донорів органів. Прихильники таких ініціатив кажуть, що ці заходи не платять людям за їхні органи; швидше, ці заходи просто компенсують донорам витрати, пов’язані з донорством органу. Наприклад, австралійські донори отримують 9-тижневу оплачувану відпустку за ставкою, що відповідає національній мінімальній зарплаті. Організації з питань захисту захворювань нирок обох країн висловили підтримку цій новій ініціативі.
Хоча американський федеральний закон забороняє продаж органів, він дозволяє урядам штатів компенсувати донорам витрати на проїзд, медичні та інші непередбачені витрати, пов'язані з їх донорством. У 2004 році штат Вісконсин скористався цим законом для надання податкових пільг живим донорам для покриття витрат на пожертви.

### Ниркові спарені пожертви
Хоча всі країни, крім Ірану, забороняють фінансові операції з органами, більшість дозволяють "парні пожертви" або обмін нирок між різними сторонами. Парне донорство вирішує проблему сумісності тканин при трансплантації органів. Наприклад, ви можете подарувати нирку своєму партнеру, але можуть бути проблеми через несумісність антитіл. Однак ваша нирка добре підходить для незнайомця, який перебуває у шлюбі з кимось, чия нирка буде сумісна з вашим чоловіком / дружиною. У спареному пожертвуванні ви погодилися б пожертвувати свою нирку незнайомцю в обмін на те, що чоловік / дружина незнайомця обіцяє пожертвувати нирку вашому подружжю.
Такі парні пожертви, безперечно, є формою продажу органів - замість того, щоб придбати нирку для коханої людини готівкою, людина платить за неї власною ниркою. Насправді в Сполучених Штатах розповсюдження парних донорських втручань нирками спочатку було стримуване через формулювання Закону про трансплантацію органів, що забороняє передачу людських органів для "цінного розгляду". Лише після внесення змін до закону, які спеціально передбачають ниркові спарені пожертвування, ця практика стала популярною.

## Незаконна торгівля органами
За даними Всесвітньої організації охорони здоров’я (ВООЗ), незаконна торгівля органами відбувається, коли органи вилучаються з організму з метою комерційних операцій. Незважаючи на постанови проти продажу органів, ця практика зберігається, і дослідження показують, що десь від 5% до 42% трансплантованих органів незаконно купуються. Дослідження вказують на те, що нелегальна торгівля органами зростає, а нещодавній звіт Global Financial Integrity оцінює, що нелегальна торгівля органами приносить прибуток від 600 до 1,2 мільярда доларів на рік, причому у багатьох країнах:
- Ангола
- Бразилія [27][28][29]
- Канада [30]
- Китай [31][32][33]
- Колумбія [34][35]
- Коста-Рика [36]
- Східна Європа
- Еквадор [27]
- Грузія [37]
- Гаїті [38]
- Ізраїль [39][40][41]
- Косово [42]
- Лівія [43]
- Мексика [44]
- Північна Македонія
- Пакистан
- Перу [27]
- Філіппіни [45][46]
- Росія
- Південна Африка [27][29]
- Велика Британія
- Сполучені Штати Америки [29]

Кримінальні мережі все частіше беруть участь у викраденнях людей, особливо дітей та підлітків, яких потім вивозять у місця з медичним обладнанням. Там їх вбивають, а органи забирають для незаконної торгівлі органами. Бідність та прогалини в законодавстві також сприяють нелегальній торгівлі органами.
Хоча позови про торгівлю органами важко обґрунтувати через відсутність доказів та достовірних даних, випадки незаконної торгівлі органами судили та переслідували. Фізичні та юридичні особи, які переслідуються, включали злочинні банди, лікарні, сторонні брокери органів, нефрологи  та особи, які намагалися продати власні органи.

## Трансплантаційний туризм
Об'єднана мережа спільного використання органів визначає трансплантаційний туризм як "придбання трансплантаційного органу за кордоном, що включає доступ до органу в обхід законів, правил чи процесів будь-якої або всіх залучених країн". Термін "трансплантаційний туризм" описує комерційність, яка обумовлює нелегальну торгівлю органами, але не весь медичний туризм для органів є незаконним. Наприклад, у деяких випадках як донор, так і реципієнт органу їдуть до країни, що має належні умови для проведення юридичної операції. В інших випадках отримувач їде, щоб отримати орган родича, який проживає за кордоном. Туризм з трансплантацією викликає занепокоєння, оскільки передбачає переміщення здорових органів в одному напрямку, що виснажує регіони, де органи купуються. Цей перехід зазвичай відбувається в тенденціях: з Півдня на Північ, від країн, що розвиваються, до розвинених країн, від жінок до чоловіків і від кольорових людей до білих. Наприклад, у 2007 році в Пакистані було придбано 2500 нирок, причому іноземні реципієнти становили дві третини покупців. У тому ж році в Канаді та Великій Британії експерти підрахували, що близько 30-50 їхніх громадян незаконно купували органи за кордоном.
Нирка — найпопулярніший орган у трансплантаційному туризмі, ціни на який коливаються від 1300 доларів  до 150 000 доларів. Згідно з підрахунками, 75% усієї незаконної торгівлі органами стосується нирок. Торгівля печінкою також є помітною у трансплантаційному туризмі, ціни коливаються від 4 000  до 157 000 доларів. Хоча печінка є регенеративною, завдяки чому донорство печінки стає не смертельним, вони набагато рідше через болісний післяопераційний період відновлення, який стримує донорів. Інші дорогі частини тіла, які зазвичай продаються, включають рогівку (24400 доларів США) та незапліднені яйця (12400 доларів США), тоді як тілесні товари з нижчою ціною включають кров (25–337 доларів США), шкіру (10 доларів за квадратний дюйм) та кістки / зв’язки (5465 доларів). Хоча існує високий попит і, відповідно, дуже висока ціна на такі життєво важливі органи, як серця та легені, трансплантаційний туризм та торгівля органами цих частин є дуже рідкісними через складний характер операції з трансплантації та найсучасніші засоби, необхідні для таких трансплантацій.

### Глобальна реакція
Міжнародне співтовариство видало багато постанов та декларацій проти торгівлі органами. Прикладами є денонсація Світовим медичним управлінням органів комерційного використання; Конвенція Ради Європи про права людини та біомедицину 1997 р. та Факультативний протокол до неї 2002 р. щодо трансплантації органів та тканин людського походження; та Стамбульська декларація про торгівлю органами та трансплантаційний туризм. Стамбульська декларація визначає комерціалізм трансплантації, торгівлю органами та трансплантаційний туризм. Він засуджує цю практику, засновану на порушеннях справедливості та людської гідності. Декларація має на меті сприяти етичній практиці трансплантації та донорства органів на міжнародному рівні. Це не є обов'язковим, але понад 100 трансплантаційних організацій підтримують його принципи, включаючи такі країни, як Китай, Ізраїль, Філіппіни та Пакистан, які посилили свої закони проти незаконної торгівлі органами після виходу декларації.
Всесвітня організація охорони здоров'я (ВООЗ) також зіграла помітну роль у засудженні незаконної торгівлі органами. Вперше ВООЗ оголосила торгівлю органами незаконною в 1987 році, заявивши, що така торгівля порушує Загальну декларацію прав людини. Він також засуджує цю практику на тій підставі, що "вона, ймовірно, скористається несправедливими перевагами найбідніших і найбільш вразливих груп, підриває альтруїстичне пожертвування та веде до отримання прибутку та торгівлі людьми ". У 1991 році на 44-й Всесвітній асамблеї охорони здоров’я вона затвердила дев’ять основних принципів трансплантації людських органів. Принципи чітко зазначали, що органи не можуть бути предметом фінансових операцій. 22 травня 2004 р. ці вказівки були дещо змінені на 57-й Всесвітній асамблеї охорони здоров’я. Вони призначені для використання урядами у всьому світі. Ці глобальні ініціативи послужили корисним ресурсом для встановлення професійних медичних кодексів та законодавчої бази для цього питання, але не передбачали санкцій, необхідних для забезпечення виконання.

## Незаконна торгівля органами в окремих країнах

### Китай
З кінця 1980-х років Китай покладався на страчених в'язнів, щоб забезпечити основну частину своїх трансплантованих органів. Це готове джерело органів зробило його другим після Сполучених Штатів за кількістю проведених трансплантацій. Є дані, що уряд намагався применшити масштаби вилучення органів за допомогою угод про конфіденційність  та законів, таких як Тимчасові правила щодо використання трупів або органів з трупів страчених в'язнів. Критики також стверджують, що органи не розповсюджувались на основі потреби, а навпаки, розподілялися через корумповану систему або просто продавались заможним китайським та іноземним особам. За оцінками одного джерела, в 2006 році Китай стратив щонайменше 4000 ув'язнених, щоб забезпечити приблизно 8000 нирок та 3000 печінок для іноземних покупців. Китай також звинуватили у підживленні своєї трансплантаційної галузі органами, вилученими з живих практикуючих Фалуньгун. У звіті Кілгура-Матаса  зроблено висновок, що Китай винен у цій практиці; однак звіт зазнав критики за свою методологію як з боку китайських, так і західних джерел.
У 2000-х країна зазнала посилення міжнародного та внутрішнього тиску з метою припинення практики використання органів у в'язнів. Відтоді він здійснив низку реформ, спрямованих на вирішення цих тверджень. Він розробив реєстр добровільних донорів, які не перебувають у карцері; вважається, що ці живі та померлі донори постачають більшість органів, трансплантованих сьогодні в країні. Китай також стандартизував процес забору органів, вказуючи, в яких лікарнях можуть проводити операції, та встановлюючи юридичне визначення смерті мозку. У 2007 році Китай заборонив іноземним пацієнтам-трансплантаторам і офіційно заборонив продаж органів та збір органів людини без їхньої згоди.
Багато некомерційних організацій та міжнародних юристів скептично ставляться до того, що Китай справді реформував свою галузь трансплантації органів. Зокрема, хоча кількість відібраних органів у в'язнів різко впала, немає заборони на збір органів у померлих ув'язнених, які підписують угоди про донорство своїх органів. Продовжують надходити повідомлення про те, що тюремні чиновники пропонують засудженим до смертної кари можливість "добровільно" здавати свої органи після смерті, маючи на увазі, що до тих, хто відмовляється, гірше ставитимуться в тюрмі.

### Індія
До 1994 року в Індії не було законодавства, що забороняло продаж органів. Низькі витрати та висока доступність забезпечили бізнес з усього світу та перетворили Індію на один з найбільших центрів трансплантації нирок у світі. Однак з часом почали виявлятися проблеми. Пацієнтам часто обіцяли виплати, які були набагато вищими, ніж фактично отримані. Інші пацієнти повідомляли, що їх нирки видаляли без їх згоди після того, як вони проходили процедури з інших причин.
У 1994 р. Країна прийняла закон про трансплантацію людських органів, який забороняє торгівлю органами та сприяє посмертному донорству органів. Основним механізмом закону щодо запобігання продажу органів було обмеження того, хто може дарувати нирку іншій людині. Зокрема, закон про трансплантацію людських органів забороняє незнайомцям робити пожертви один одному; людина може пожертвувати лише родичу, подружжю чи комусь, пов’язаному «прихильністю». Однак на практиці люди уникають обмежень закону, щоб продовжувати торгівлю органами. Часто твердження про "прихильність" є безпідставними, і донор органів не має зв'язку з реципієнтом. У багатьох випадках донор може бути не індіанцем або навіть говорити тією ж мовою, що і реципієнт. Також надходили повідомлення про те, що донор одружився з одержувачем, щоб обійти заборону закон про трансплантацію людських органів.

### Філіппіни
Хоча продаж органів не був законним на Філіппінах, до 2008 року ця практика терпіла і навіть схвалювала уряд. Філіппінське інформаційне агентство, відділення уряду, навіть рекламувало пакети трансплантації нирки "все включено", вартість яких склала приблизно 25 000 доларів. Самі донори часто отримували за свої нирки лише 2000 доларів. Країна була популярним місцем для трансплантаційного туризму. Один високопоставлений державний чиновник підрахував, що до 2008 року в країні щорічно продавалось 800 нирок  і ВООЗ перерахувала його в число 5 найкращих місць для трансплантації туристів у 2005 році 
У березні 2008 року уряд ухвалив новий закон, що передбачає заборону на продаж органів. Після придушення практики кількість трансплантацій зменшилася з 1046 у 2007 році до 511 у 2010 році. З тих пір уряд став набагато активнішою позицією проти трансплантаційного туризму.

### Вплив на бідних
Дані Всесвітньої організації охорони здоров’я вказують на те, що донорами в нелегальній торгівлі органами є переважно бідні люди в країнах, що розвиваються. Наприклад, в одному дослідженні донорів органів в Індії 71 % усіх донорів потрапили за межу бідності. Бідні люди (включаючи бідних мігрантів) частіше стають жертвами крадіжки органів. Повідомлення про таку практику зазвичай характеризують жертв як безробітних осіб у віці від 20 до 40 років, які шукали роботу та були вивезені за межі країни для проведення операцій.
Бідні люди також частіше добровільно продають свої органи. Однією з основних причин, через яку донори формулюють, чому вони продають свої органи, є сплата боргу. Наприклад, мігранти можуть використовувати ці гроші для розплати з торговцями людьми. Найбідніших часто розглядають як більш надійну мішень для туристів-трансплантологів, оскільки вони найбільше потребують грошей. Хоча деякі прихильники торгівлі органами стверджують, що це допомагає вивести деяких людей із бідності, надаючи компенсацію донорам, докази цього твердження гостро обговорюються. У багатьох випадках люди, які продають свої органи з метою погашення боргу, не встигають уникнути його і залишаються в пастці в боргових циклах. Часто люди відчувають, що їм не залишається нічого іншого, як пожертвувати нирки через крайню бідність. У деяких випадках органи продаються членам сім'ї або від батьків до нащадків, або від дорослих дітей до батьків. Це частіше трапляється в країнах, де листи очікування менш офіційні, а також серед сімей, які не можуть дозволити собі виїхати з країни на трансплантацію.
Звіти Всесвітньої організації охорони здоров’я свідчать про зниження здоров’я та економічного добробуту тих, хто здає органи через трансплантаційний туризм. В Ірані (де продаж органів є законним) 58% донорів повідомили про негативні наслідки для здоров'я. В Єгипті близько 78% донорів мали негативні наслідки для здоров'я, а 96% донорів заявили, що шкодують про пожертви. Ці висновки відносно узгоджуються в усіх країнах: ті, хто продає свої органи на ринку, як правило, погіршують загальний стан здоров'я. Неякісні умови під час операцій з трансплантації також можуть призвести до передачі таких захворювань, як гепатит В, гепатит С та ВІЛ. Погіршення самопочуття донорів ще більше посилюється депресією та іншими психічними захворюваннями, спричиненими стресом донорства та недостатнім доглядом після операції.
Економічні результати збіднених донорів нічим не кращі, ніж результати для здоров'я. Дослідження індійських донорів показало, що хоча 96% донорів продали нирку для погашення боргів, 75% все ще мали ту оперативну допомогу, яку не надає покупець. Донори у всіх країнах часто повідомляють про слабкість після операції, що призводить до зменшення можливостей працевлаштування, особливо для тих, хто заробляє на життя фізичною працею.

### Проблеми з примусовим виконанням
Незважаючи на те, що існує багато статутів, що стосуються торгівлі органами, чиновники не змогли успішно виконати ці мандати. Одним із бар'єрів для виконання є відсутність зв'язку між медичними органами та правоохоронними органами. Часто доступ співробітників правоохоронних органів до інформації стосовно осіб, які беруть участь у незаконних трансплантаціях органів, перешкоджає нормам медичної таємниці. Без можливості перегляду медичних записів та історій хвороби для створення ефективної справи проти винних осіб чиновники не можуть повністю виконувати закони про торгівлю органами. Багато критиків заявляють, що для ефективної заборони незаконної торгівлі органами органи кримінального правосуддя повинні співпрацювати з медичними органами для зміцнення знань та застосування законодавства про торгівлю органами. Критики також підтримують інші заходи кримінального правосуддя для досягнення цієї мети, наприклад, пріоритетність питань торгівлі органами серед місцевих законодавчих органів; мультидисциплінарна співпраця у транскордонних правопорушеннях; та подальше навчання поліції щодо боротьби зі злочинами, пов’язаними з торгівлею органами.

### Висвітлення у ЗМІ
Протягом останніх кількох десятиліть у ЗМІ траплялися різні новини про незаконну торгівлю органами. Багато з них, наприклад, книга «Поїздка немовляти» Яна Брунванда 1993 року - це варіації міської легенди про людину, яка прокидається у ванній готелі, виявляючи, що у неї вилучена одна з нирок. Вигаданий роман 1977 року " Кома " Робіна Кука, знятий за фільмом Майкла Крайтона, розповідає про нічого не підозрюючих медичних пацієнтів, яких вводять у кому, щоб їх органи видалили. Окрім книг та фільмів, історії про торгівлю органами часто зображують через телебачення, журнали таблоїдів, електронні листи та Інтернет.
Багато казок про торгівлю органами, зображені в ЗМІ, містять необґрунтовані твердження. Наприклад, британська / канадська телепрограма 1993 року " The Body Parts Business" висунула низку тверджень щодо торгівлі органами, які згодом виявились неправдивими. Програма розслідувала передбачуваний незаконний обіг органів та тканин у Гватемалі, Гондурасі, Аргентині та Росії. Один епізод обговорював людину на ім'я Педро Реджі, повідомляючи, що його рогівку було видалено без його згоди, поки він був госпіталізований до психіатричної установи. Пізніше Реджі заперечив це твердження, сказавши, що його рогівка все ще ціла, і він щойно страждав на гостру очну інфекцію.

### Запропоновані рішення
Було запропоновано різні рішення, щоб зупинити потік незаконних трансплантацій органів по всьому світу. Основна стратегія полягає у збільшенні пропозиції легально подарованих органів, зменшуючи тим самим попит, який обумовлює незаконну торгівлю органами. Одним із способів досягнення цієї мети є здійснення державами політики передбачуваної згоди. Згідно із законами про передбачувану згоду (також відомими як закони "про відмову"), згода на донорство органів передбачається після смерті, якщо особа раніше не "відмовилася" від надання документації. Це на відміну від політики щодо донорства органів, яка передбачає, що померла людина не хотіла б робити пожертви, якщо б вона раніше не повідомила уряд про свій намір пожертвувати. Політика передбачуваної згоди вже була прийнята в різних країнах, включаючи Бразилію, певні юрисдикції США та кілька європейських держав. Дослідження показують збільшення кількості доступних органів на 25–30% у країнах „відмови”.
Іншим запропонованим методом є прийняття законів, які передбачають притягнення до відповідальності лікарів за те, що вони не повідомляли про підозру на торгівлю органами. Шепер-Хьюз багато писав про те, як лікарі свідомо роблять незаконні операції з незаконними органами. Вона стверджує, що, хоча лікарі можуть порушувати привілеї лікаря-пацієнта, повідомляючи про підозру у торгівлі органами, їх юридичне зобов'язання перед пацієнтом замінюється суспільним інтересом у припиненні медичних порушень прав людини. Якби були введені заходи відповідальності, лікарі несли б відповідальність як співучасники, якщо вони свідомо проводили операції з органами чорного ринку.
Особисті медичні записи для мігрантів можуть допомогти задокументувати інформацію про виявлені зниклі органи та навіть раніше зроблені операції. Було розпочато деякі проекти з ведення особистого обліку здоров'я іммігрантів. Виявлення зниклих органів та супутні операції є важливим першим кроком для виявлення незаконного вилучення органів.
Багато людей у Сполучених Штатах вважають, що прийняття системи регулювання торгівлі органами, подібної до іранської, допоможе зменшити національний дефіцит нирок. Вони стверджують, що США можуть прийняти подібну політику для сприяння підзвітності, забезпечення безпеки хірургічних практик, найму реєстрів продавців та надання донорам довічної допомоги. Вони також стверджують, що приватні страхові компанії та федеральний уряд будуть вкладені в надання такої допомоги донорам, і що закони можуть бути прийняті, щоб зробити довготривалий догляд непорушною умовою будь-якої угоди про пожертву.

## Етична дискусія щодо торгівлі органами
Етичні дебати щодо торгівлі органами ґрунтуються на тому, чи є у людей невід’ємне право продавати власні органи, і якщо так, чи переважає це право потенційна шкода від продажу органів. Хоча в більшості демократичних країн існує етичне право на те, що відбувається з вашим тілом, у США це право було продиктоване рішенням у справі Шелоендорфа (Schloendorff v. Society of New York Hospital) через думку суду суддею Бенджаміном Кардозо.
Кожна людина дорослих років і здорового розуму має право визначати, що робити з її власним тілом 
Однак ця автономія обмежена в торгівлі органами, оскільки уряди та деякі етики стверджують, що потенційна шкода торгівлі органами переважає права людини. Найближчим легалізованим порівнянням права на тілесну автономію з метою отримання фінансової вигоди було б проституція. В даний час 32 країни дозволяють проституцію, жодна з яких не дозволяє продаж органу. Погляди на легалізацію проституції часто розглядають її як "необхідне зло". Подібним чином багато хто стверджує, що до тих пір, поки права донорів будуть дотримані і торгівля регулюється, це буде етично відповідальним за існування торгівлі органами.
Торгівля органами також викликає етичні та правові занепокоєння у постачальників медичних послуг щодо лікування пацієнта. Зокрема, в даний час практично немає вказівок щодо того, як змінюються стосунки між лікарем та пацієнтом, якщо пацієнт отримав орган незаконним шляхом. Більше того, якщо легалізується торгівля органами, то обов’язок лікаря поважати пацієнтів, які бажають продати орган. У США існує суперечка щодо того, чи є законодавчі вимоги щодо донорських органів законними. Основним законом, що регулює донорство органів, є Єдиний закон про анатомічні подарунки. Однак, це широко вважається неадекватним, оскільки регулювання та підтримка цього закону залежить від кожної держави, при цьому виконання закону різниться в різних штатах щодо пожертви трупових органів. Більше того, дефіцит донорів все ще зберігається у Сполучених Штатах. Щоб уникнути судових позовів, провайдери порушуватимуть УАГА та приєднуються до найближчих родичів та ігноруватимуть будь-які попередні запити на донорство органів. Таким чином, якщо легалізується торгівля органами, потрібно буде враховувати етичні норми щодо того, чи повинен лікар виконувати фінансово мотивовані трансплантації органів.

## Аргументи для легалізації

### Збільшення постачання органів
Основним аргументом на користь легалізованого продажу органів є те, що це збільшить кількість органів, доступних для трансплантації. Незважаючи на те, що уряди реалізували інші ініціативи щодо збільшення донорства органів, такі як інформаційні кампанії, передбачувані закони про згоду та юридичне визначення смерті мозку, - список очікування життєво важливих органів продовжує зростати. Більше того, трансплантація трупних органів має гірші клінічні результати порівняно з донорством живих органів. Легалізація платежів за органи спонукала б більше людей здавати свої органи. Кожен орган, що продається на ринку, потенційно може врятувати життя (і поліпшити якість життя) свого реципієнта. Наприклад, пацієнти із захворюваннями нирок, яким пересаджують нирку від живого донора, зазвичай живуть на 7 - 15 років довше, ніж ті, хто залежить від діалізу.
Взагалі економісти схиляються до легалізації ринків органів. Єдина думка членів Американської економічної асоціації полягає в тому, що торгівля органами повинна бути дозволена, при цьому 70% висловилися "за" і 16% висловилися проти. Інший огляд літератури, розглядаючи публікації 72 економічних дослідників, які вивчали торгівлю органами, дійшов подібного висновку: 68% підтримали легалізацію торгівлі органами, тоді як лише 21% виступили проти.

### Мінімальні негативні наслідки для донорів
Прихильники також стверджують, що продаж органів повинен бути законним, оскільки процедура є відносно безпечною для донорів. Короткотерміновий ризик донорства низький - у пацієнтів рівень смертності становить 0,03%  подібний до рівня деяких певних косметичних процедур, таких як ліпосакція. Більше того, стверджують вони, довгострокові ризики також відносно мінімальні. Систематичний огляд 2018 року показав, що донори нирок не вмирали раніше, ніж ті, що не були донорами. Донори мали дещо підвищений ризик хронічних захворювань нирок та прееклампсії (стан, який іноді спостерігається під час вагітності). Огляд не виявив різниці в показниках діабету, серцевих захворювань, високого кров'яного тиску чи психічних захворювань. Кілька досліджень американських та японських донорів показали, що вони повідомили про вищу якість життя. Прихильники ринків органів стверджують, що, зважаючи на порівняльну безпеку донорства нирок, людям слід дозволити проходити цю операцію в обмін на оплату.
Критики оскаржують такий погляд на трансплантацію як надмірно оптимістичний. Зокрема, вони посилаються на дослідження, які свідчать про те, що особи, які продають свої органи, проходять післяопераційний період гірше. Продавці нирок частіше мають проблеми з нирками після операції (такі як гіпертонія та хронічні захворювання нирок), повідомляють про зниження загального стану здоров’я та страждають від психологічних побічних ефектів, таких як депресія. Противники ринків зазвичай пов'язують такі гірші результати з тим, що продавці нирок походять із числа бідних; якщо продаж органів дозволений, більшість продавців будуть поганими і можуть очікувати таких самих небезпечних наслідків. Прихильники ринків органів відповідають, звинувачуючи ці погані результати в тому, що продавців нирок змусили потрапити на чорний ринок, з мінімальним наглядом, подальшим доглядом або юридичним захистом від зловживань; таким чином, на регульованому ринку в розвинених країнах продавці нирок можуть розраховувати на результати, подібні до результатів донорів нирок

### Повага до автономії
Багато прихильників виступають за легалізований продаж органів на підставі автономії. Люди, як правило, вільні купувати або продавати своє майно та свою працю. Прихильники ринків органів говорять, що, як і люди, люди також повинні вільно купувати або продавати органи. Згідно з цією перспективою, заборона на продаж органів є патерналістським або моралістичним вторгненням у свободу людей. Прихильники визнають, що, на відміну від продажу таких матеріальних цінностей, як автомобіль, продаж нирок має певний ризик шкоди. Однак вони зазначають, що люди здатні займатися небезпечними професіями (такими як вирубка лісу, військові дії або сурогатне материнство ), які мають значний шанс нанести тілесні ушкодження. Якщо фізичним особам дозволяється брати на себе цей ризик в обмін на гроші, то вони також повинні ризикувати продажем нирок.

### Зниження шкоди
Інші лікарі та філософи стверджують, що легалізація дозволить виправити зловживання незаконною торгівлею органами. Поточна заборона на продаж органів витіснила як продавців, так і покупців на чорний ринок, поза увагою закону. Злочинні посередники часто беруть значну частину плати за орган, залишаючи донору порівняно мало грошей. Оскільки звичайному медичному закладу заборонено брати участь у трансплантації, процедура, як правило, відбувається в неякісних закладах, а не згідно з найкращою практикою. Згодом донори часто не отримують важливих медичних спостережень, оскільки бояться, що їх роль у злочині буде виявлена. Також надходили повідомлення про злочинні банди, які викрадали людей та незаконно забирали їх органи для продажу на чорному ринку. Прихильники легалізації стверджують, що це призведе до покращення медичного обслуговування як донорів, так і реципієнтів, а також збільшення виплат донорам.
Деякі критики заперечують припущення прихильників, що легалізація повністю усуне чорний ринок органів або його проблеми. Наприклад, один науковець стверджує, що як тільки торгівля органами була легалізована в Ірані, це не закінчить продаж "під столом" органів. Натомість люди укладали угоди за межами санкціонованої урядом системи з метою придбання органів у більш бажаних (тобто більш здорових) донорів.

## Аргументи проти легалізації

### Сприйнятливість до примусу
Критики часто стверджують, що продаж органів повинен залишатися забороненим, оскільки будь-яке ринкове рішення скористається бідними. Зокрема, вони побоюються, що великий фінансовий стимул для донорства органів виявиться непереборним для осіб, які перебувають у крайній бідності : такі особи можуть відчувати, що їм нічого не залишається, як погодитися продати нирку. За цих обставин рішення про продаж не може розглядатися як справді добровільне. Отже, уряду доцільно захищати бідних людей, забороняючи продаж органів.
Також критики легалізації стверджують, що прихильники перебільшують вплив ринку на постачання органів. Зокрема, вони зазначають, що легалізований продаж органів може «витіснити» альтруїстичні пожертви. Іншими словами, люди, які в іншому випадку передавали б свої органи родичам, можуть відмовитись робити це, замість того, щоб придбати орган (або покластись на уряд, щоб придбати його) для своїх родичів. Прихильники ринків заперечують, що хоча альтруїстичні пожертви можуть дещо зменшитися, якщо легалізувати продаж органів, це зменшення буде більш ніж компенсовано припливом органів.
Легалізації торгівлі органами людини виступають різні правозахисні групи. Однією з таких груп є Organs Watch, яку створила Ненсі Шепер-Хьюз - медичний антрополог, який сприяв викриттю незаконних міжнародних кілець з продажу органів. Шепер-Хьюз славиться своїми розслідуваннями, які призвели до кількох арештів через те, що людей з країн, що розвиваються, змушують або обманюють на донорство органів. Як і Всесвітня організація охорони здоров’я, Organs Watch прагне захистити людей, які постраждали від бідності, та безоплатно беруть участь у незаконній торгівлі органами з необхідності.

#### Пряма шкода від продажу органів
Деякі опоненти ринків дотримуються патерналістської позиції, яка забороняє продаж органів на тій підставі, що уряд зобов'язаний запобігати шкоді своїм громадянам. На відміну від вищезазначеної лінії аргументації щодо "примусу за злиднями", ці критики не обов'язково ставлять під сумнів дійсність згоди донорів. Швидше, вони кажуть, що небезпека, пов’язана з даруванням органу, занадто велика, щоб дозволити людині добровільно взяти їх на обмін на гроші. Як зазначалося раніше, критики торгівлі органами посилаються на дослідження, які свідчать про те, що продавці нирок страждають від серйозних наслідків операції, і набагато гірше, ніж альтруїстичні донори нирок. Навіть якщо припустити, що продавці нирок матимуть результати, подібні до донорів на регульованому ринку, не можна ігнорувати той факт, що нефректомія є інвазивною процедурою, яка за визначенням завдає пацієнту певної шкоди. Ці критики стверджують, що уряд зобов'язаний запобігати цій шкоді, навіть якщо потенційний продавець готовий їх заподіяти.
Подібний аргумент зосереджується на тому, що продаж нирки передбачає втрату чогось унікального і по суті незамінного з боку донора. З огляду на особливу цінність, яка приділяється тілесній цілісності в суспільстві, доцільно заборонити продаж частин тіла, щоб захистити цю цінність.

### Об'єктивація
Інша критика легалізованого продажу органів полягає в тому, що він об'єктивує людей. Цей аргумент, як правило, починається з припущення Канта, що кожна людина є істотою вродженої гідності, яку завжди слід розглядати як самоціль, а ніколи не лише засіб досягнення мети. Ринок органів дозволить звести частини тіла до товарів, які потрібно купувати та продавати. Критики стверджують, що, дозволяючи такі операції, суспільство зводить продавця органу до об'єкта комерції - лише спосіб досягнення цілей. Присвоєння грошової оцінки ключовому органу по суті є присвоєнням вартості його носієві, а встановлення ціни людині порушує її внутрішню гідність.
Прихильники продажу органів стверджують, що ця аргументація плутає нирку з цілою людиною; до тих пір, поки транзакція проводиться таким чином, щоб мінімізувати ризики для донора та справедливо компенсувати його чи її, ця особа не зводиться до засобів досягнення мети.

### Небажаний тиск на продаж органу
Іншим аргументом проти ринків органів є те, що вони спричинять тиск на продаж органів, що зашкодить усім людям (навіть тим, хто не брав безпосередньої участі на ринку). За чинною забороною торгівлі органами боржники та голови сімей у розвинених країнах стикаються з незначним тиском на продаж своїх органів. Якщо кредитори або утриманці даної особи пропонують їй продати свою нирку для збору грошей, вона може відмовитися на тій підставі, що це незаконно. На відміну від цього, якщо легалізувати продаж органів, знедолена людина може зіткнутися з тиском з боку сім'ї та кредиторів продати нирку - і, можливо, зазнати соціальних наслідків, таких як зневаження чи провина, якщо вона відмовиться. Легалізація продажу органів може створити цей небажаний тиск (суперечливе несхвалення) для всіх бідних людей, незалежно від того, чи хочуть вони продати свої нирки. Таким чином, є законна заборона на продаж органів, щоб захистити бідних людей від цього небажаного тиску.

## Моделі для легалізації

### Ерін Харріс Модель
Етики Чарльз А. Ерін та Джон Гарріс запропонували набагато більш регламентовану модель операцій з органами. За цією схемою потенційні продавці органів не укладають контрактів з потенційними реципієнтами. Натомість державний орган буде єдиним покупцем органів, сплачуючи встановлену законом стандартну ціну, а потім розподіляти органи своїм громадянам. Цей захист призначений для того, щоб запобігти недобросовісним покупцям скористатися перевагами потенційних донорів та забезпечити, щоб переваги збільшеного постачання органів не обмежувались лише багаті. Більше того, участь на ринку буде обмежена громадянами держави, де знаходиться ринок, щоб запобігти односторонньому переміщенню органів з країн, що розвиваються, до розвиненого світу. Модель Ерін та Гарріс була схвалена низкою відомих прихильників ринків органів.

### Модель вільного ринку
Багато вчених виступають за впровадження системи вільного ринку для боротьби з нестачею органів, яка сприяє незаконній торгівлі органами. Незаконний статус торгівлі органами створює обмеження ціни на органи в нуль доларів. Ця максимальна ціна впливає на попит та пропозицію, створюючи дефіцит органів в умовах зростаючого попиту. Згідно з доповіддю, опублікованою Інститутом Катона, лібертарійським аналітичним центром, що базується в США, усунення обмеження цін усуне брак органів. У " Журналі економічних перспектив" лауреат Нобелівської премії Гері Беккер та Хуліо Еліас підрахували, що компенсація в 15 000 доларів забезпечить достатню кількість нирок для всіх, хто входить до списку очікування. Уряд міг заплатити компенсацію, щоб гарантувати рівність. Це заощадило б державні гроші, оскільки діаліз для хворих з нирковою недостатністю набагато дорожчий.
Однак інші критики стверджують, що така система вільного ринку торгівлі органами сприяла б крадіжці органів через вбивства та нехтування хворими людьми з метою отримання фінансової вигоди. Прихильники вільного ринку органів протидіють цим заявам, кажучи, що вбивство з метою отримання фінансової вигоди вже трапляється; санкції проти таких актів існують для мінімізації їх виникнення; а за умови належного регулювання та правозастосування такі випадки торгівлі законними органами також можуть бути мінімізовані.

### Інші моделі
Стимульована модель донорства нирок існує як проміжний продукт між повною моделлю вільного ринку та моделлю Ерін Харріс, з потужним державним регулюванням та винагородами при вільному ринковому підході до пожертв. В даний час існує в Туреччині, Ірані, де існує ринок вільних ринків органів, на якому дозволяються "пожертви" між донорами та реципієнтами. Однак уряд також доповнює цю пожертву такими стимулами, як безкоштовне / пільгове медичне страхування, звільнення від сплати внесків / частки внесків, пріоритет при отриманні органу в майбутньому, пріоритет при пошуку роботи, звільнення від податку на прибуток для найманих працівників та безкоштовні або знижені комунальні послуги.